# Antal-forrás
Az Antal-forrás egy zárt, kúpszerűen kiképzett forrás, ami a Hármashatár-hegybe vágódó Farkas-torok alatt, a Testvér-hegyen, a III. kerületi Jablonka út közelében ered 207,98 méter tengerszint feletti magasságban. A nevét egy közelben lévő Szent Antal-képről kapta. A forrás eredeti állapotában 1,75 méter mély volt, 11,5 °C hőmérsékletű víze pedig 560 mg/l oldott anyagot tartalmazott.